# Nepi
Nepi, anomenat Nepet o Nepete pels etruscs, és un municipi de grandària mitjana, situat a la província de Viterbo, al Laci (Itàlia). L'especial entorn natural i el seu passat històric configuren el seu paisatge urbà amb bona part de les muralles renaixentistes encara conservades.

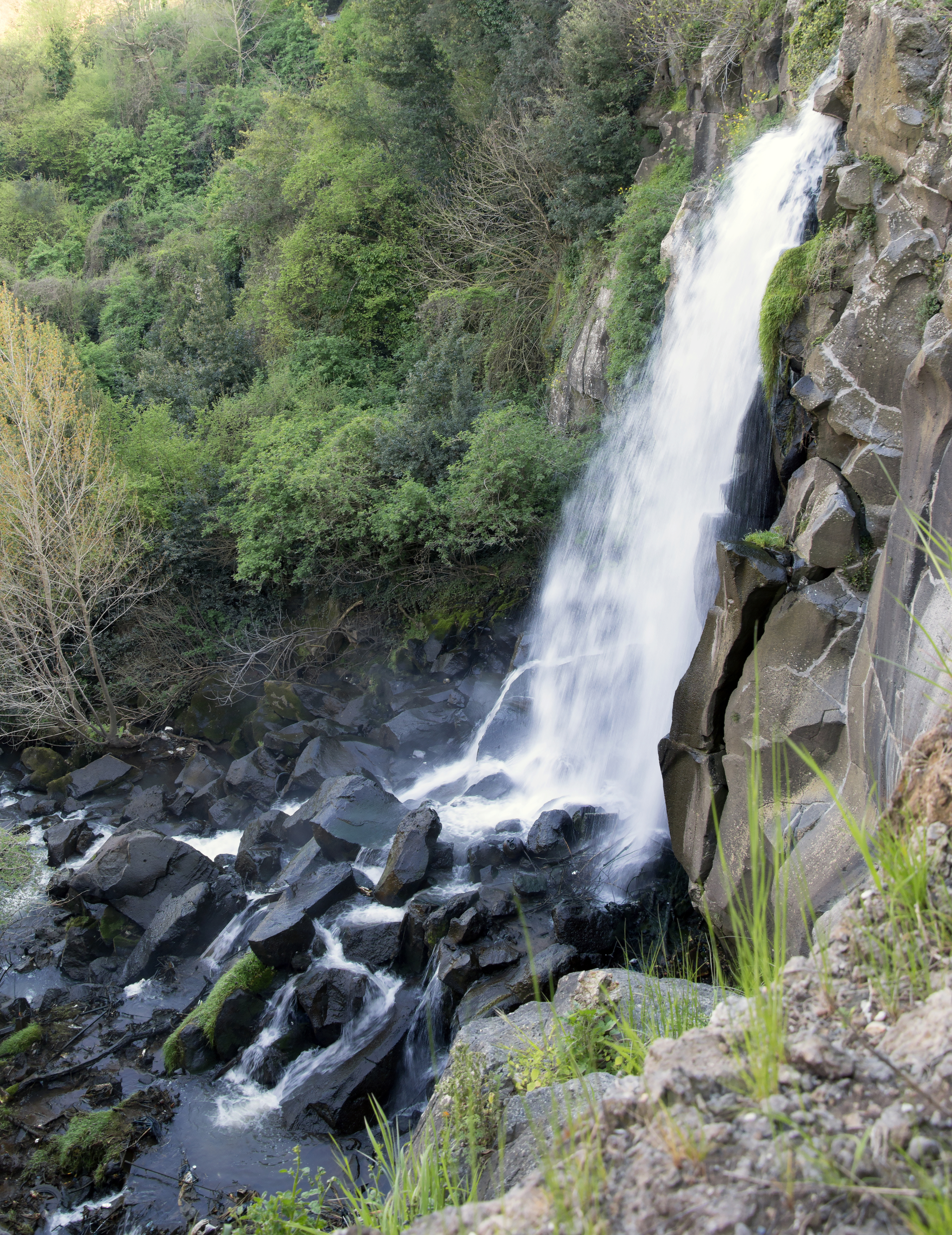
Un dels trencs d'aigua que hi han al territori de Nepi

## Situació

### Entorn natural
Tot i que està situat en una gran vall anomenada Agro Falisco, el paisatge natural inclou pujols i estrets congostos.
El congost del territori municipal de Nepi s'anomena “Cavoni” i ha sigut format per l'erosió de les aigües torrencials durant milers d'anys. El paisatge és també el resultat de l'activitat volcànica que es va perllongar fins al Plistocè. Els materials piroclàstics es van acumular en estrats. L'acció contínua del temps i després els corrents d'aigua, ha cavat ranures on el tuf estava en formació més inconsistent. La confluència d'aigües torrencials va formar un curs fluvial, el Treja, afluent del riu Tíber.

Situació de Nepi dins de la província de Viterbo

En aquest context, es troba la ciutat de Nepi, delimitada al nord i al sud per dos barrancs que l'aïllen del gran esperó de tuf. La morfologia del territori mateix, ha facilitat en gran manera l'assentament humà, per trobar-se en un lloc envoltat de formacions de defensa natural i de difícil accés. D'altra banda, la consistència del tuf local ha afavorit des de l'antiguitat, sòlides construccions fetes amb aquest material.
La inaccessibilitat del lloc ha garantit la proliferació de moltes espècies animals, desaparegudes avui en altres llocs: la mostela, la marta, el Liró gris, l'eriçó, teixó, el cranc de riu,, la guineu, tortuga i moltes espècies de serps i escurçons. Entre les aus es poden trobar exemplars de: mussol, becada, puput, òliba, falcó i garsa.
La vegetació que caracteritza la conca del Treja consta d'arbres de fulla caduca i arbres de fulla perenne, definits com els boscos mixtos de transició, resultat de la reunió entre la flora de les regions continentals de l'interior i els boscos de la franja costanera. Els més abundants són: l'alzina, el roure, l'òstria, l'auró blanc. Al sotabosc es troba: l'avellaner, l'aranyoner i l'arç blanc. També es troben plantes com ara: les roses silvestres, l'espàrrec, el grèvol, el ginebre. i moltes falgueres.

### Localitats veïnes
Nepi, situada en un extrem de la província de Viterbo, limita amb alguns municipis de la mateixa província (Caprarola, Carbognano, Castel Sant'Elia, Fabrica di Roma, Monterosi, Ronciglione, Sutri) i altres de la província de Roma (Campagnano di Roma, Mazzano Romano i Trevignano Romano).

## Organització
El municipi de Nepi està subdividida en 6 districtes administratius: Colle Farnese, Colle Lydia, Colle Salamonio, Grezzano, Settevene, Gabelletta.

## Toponímia

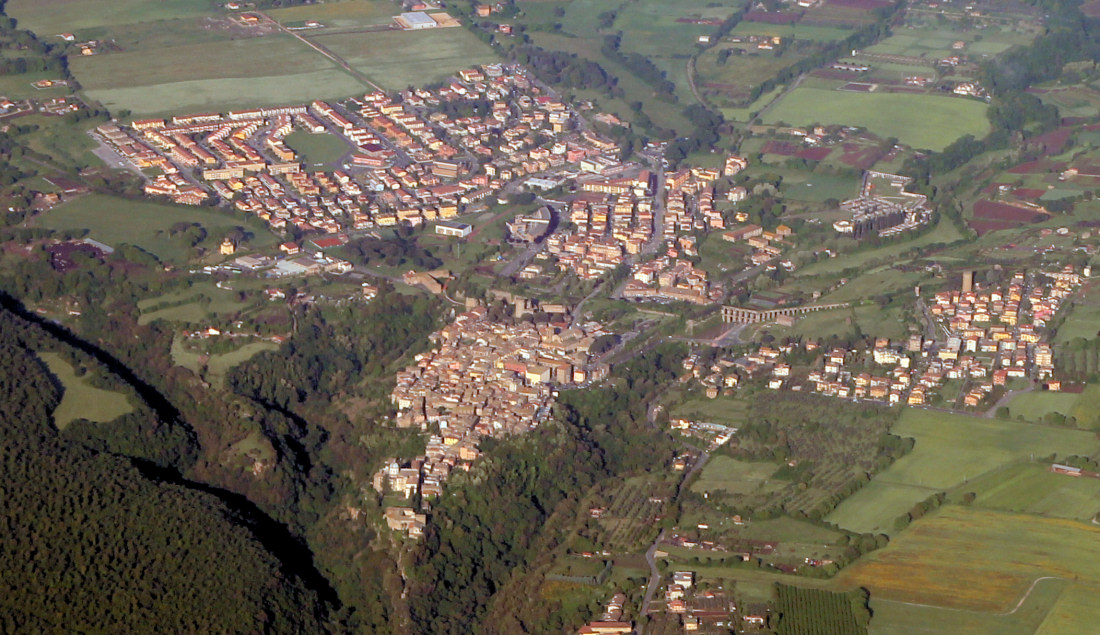
Vista panoràmica de Nepi

El seu nom deriva de la paraula etrusca nepa, «aigua»; així Nepi, seria la «ciutat de les aigües». La llegenda de la seva fundació ens parla d'una serp d'aigua, adorada com a divinitat, la qual va ser descoberta pel Thermo Larte  quan anava a traçar el solc per fer la muralla. Això va ser interpretat com un símbol de la bona sort i la ciutat es va consagrar als déus que havien volgut manifestar la seva presència durant l'acte sagrat de la fundació. Una altra versió connectaria l'origen del nom amb una deïtat orientat que tenia cara d'escorpí, relacionant aquest animal amb la forma que fan els corrents d'aigua al voltant del cim sobre el que es troba la ciutat. Ja fos una serp o un escorpí, es tractava d'un animal relacionat amb l'aigua, ja que és evident que devia influir la característica principal d'aquest indret: la quantitat de rierols i fonts d'aigües ferruginoses, amb sofre i altres minerals.

## Història

### Antiguitat
S'han trobat moltes proves que confirmen que aquest lloc va estar habitat a la prehistòria, concretament del Neolític i l'edat de ferro.
Els faliscs van fundar la ciutat 450 anys abans de l'existència de Roma. Van estar des d'un principi en relacions amb els etruscs i molt influïts per ells. La primera notícia escrita de la ciutat ve de l'historiador Titus Livi, qui diu que l'any 383 aC era aliada de Roma.
L'any 299 aC els romans fan servir Nepi com a campament base per atacar els etruscs i aquests confien en un ambaixador d'aquesta ciutat per negociar la pau. Durant la Primera Guerra Púnica, juntament amb altres onze colònies, es va negar a donar suport a Roma. A la segona Guerra Púnica fou una de les dotze colònies llatines que es va declarar incapaç de fer front als subministraments a Roma als quals estava obligada, i al final de la guerra fou castigada amb una tributació doble. Al segle I aC la Lex Julia li va atorgar la ciutadania (any 90 aC) i va esdevenir municipi, rang que va mantenir tot l'imperi si bé el Liber Coloniarum diu que va rebre una colònia al mateix temps que Falerii.

### Edat mitjana

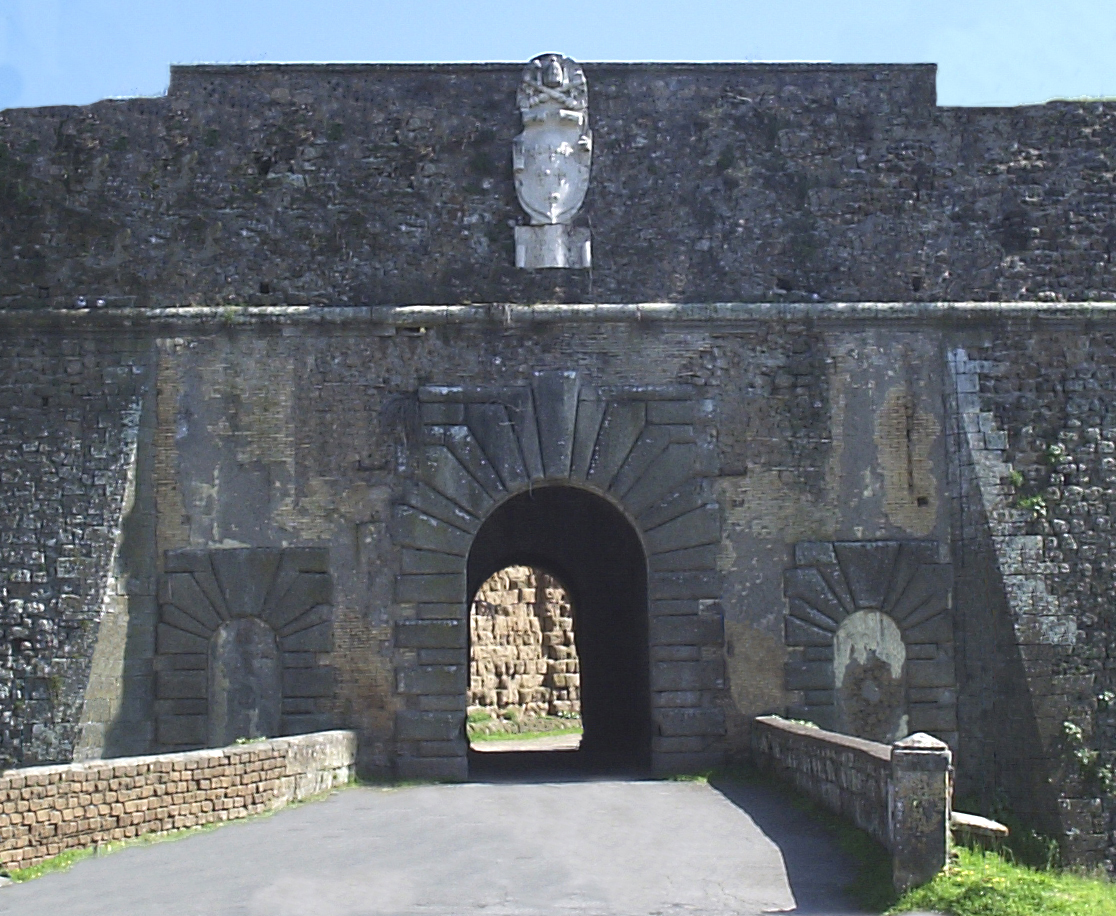
Porta de la muralla de la Roca dels Borgia

Al segle iv Nepi va esdevenir ciutat bisbal i fou la seu de diversos concilis. Durant l'Alta Edat Mitjana fou saquejada diverses vegades per les invasions bàrbares, ocupada pels longobards el 569 però recuperada després per l'exarca romà. El 768 era en mans del duc llombard Tuto, qui va interferir a l'elecció del Papa d'aquell any fent que sortís nomenat el seu germà amb el qual va passar a la història amb el nom d'antipapa Constantí II. Durant la baixa edat mitjana va passar un període d'esplendor principalment per ser lloc de pas de la Via Amerina l'únic camí transitable entre Roma i Ravenna durant la guerra gòtica. Prova de la seva importància fou l'enviament, per part del papa Gregori el Gran, de tropes comandades pel duc Leonzio en defensa de la ciutat.
El 1131 es va constituir en ciutat lliure, com així ho testimonia una inscripció de la catedral. En la lluita de poders entre el papat i els emperadors, Nepi va estar de la banda imperial durant els papes Alexandre II, Nicolau II, Gregori VII, Innocenci II; però caiguda en mans del papat l'any 1160 va lluitar contra l'emperador fins que el 1244 fou assetjada per Frederic II. A partir de llavors va ser un feu governada successivament pels Orsini i els Colonna. Roderic Borgia, l'endemà de ser escollit papa amb el nom d'Alexandre VI, va posar Nepi sota el govern d'Ascani Maria Sforza. Però després de la invasió francesa de Milà, el Papa va elevar Nepi a la categoria de ducat i el va traspassar a la seva filla Lucrècia, qui va ser una administradora generosa, estimada i respectada per la població. Després d'alts i baixos, Pau III, va conferir Nepi a Peer Lluís Farnese, el seu fill natural. Amb la creació del Ducat de Castro i Nepi, aquest territori va viure un dels períodes més florents.

### Època moderna
Entre el 1537 al 1545 es van fer importants obres a la ciutat. Durant el papat de Sixt V es declara independent i fa servir les insígnies imperials S.P.Q.N. El 2 de desembre del 1798 la ciutat fou saquejada per les tropes franceses. El 13 de desembre fou l'escenari d'una batalla que enfrontava els revolucionaris dirigits per Kellermann contra els borbònics. El 1805 a Nepi es va hostatjar el papa Pius VII quan anava de viatge a París. El 13 de setembre del 1870 fou ocupada per les tropes que lluitaven per la unificació italiana. El 2 de gener del 1927, Nepi va passar de la província de Roma a la província de Viterbo.

## Llocs d'interès històric

### Arquitectura religiosa

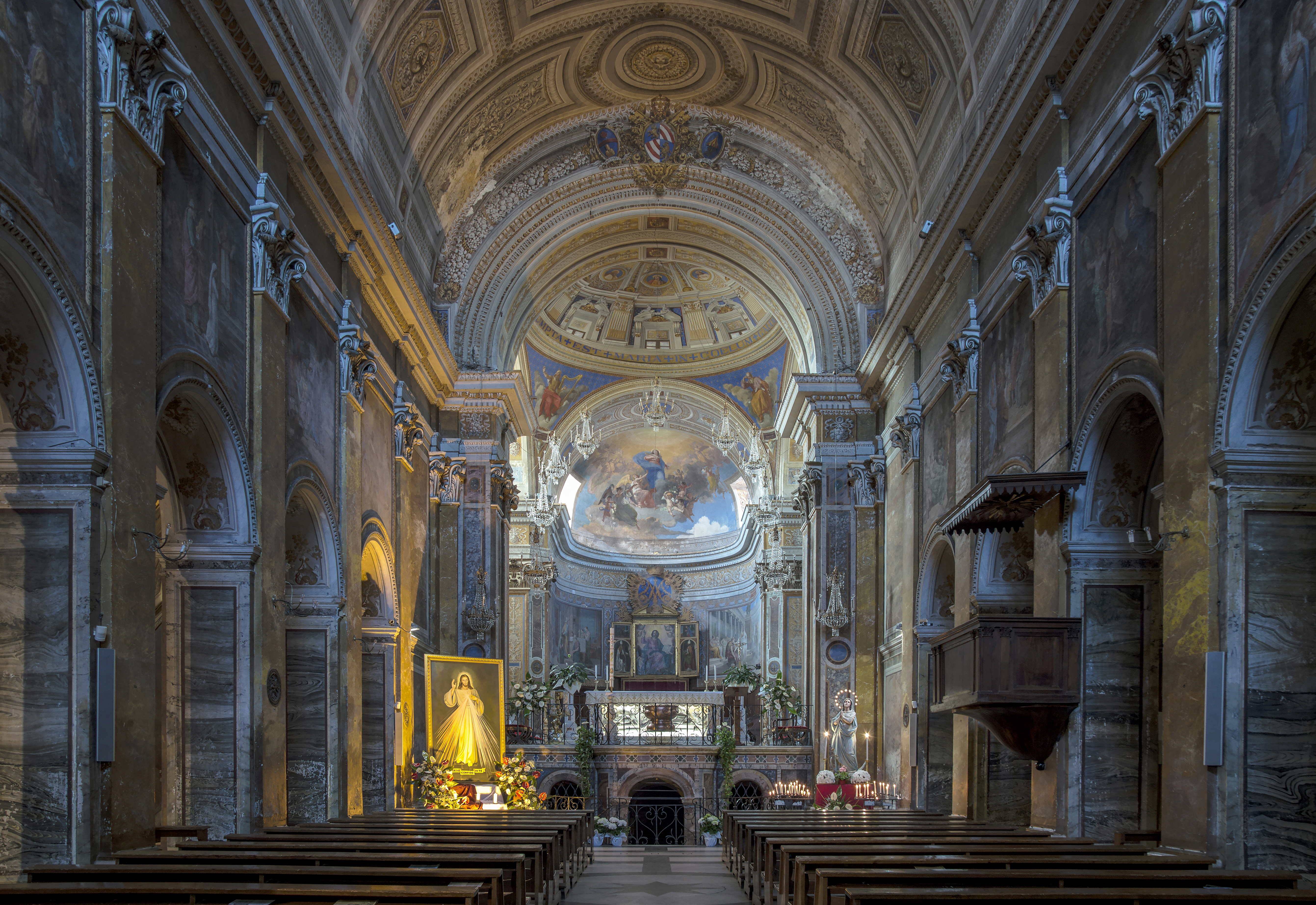
Interior de la Basílica Concatedral

- La catedral, construïda sobre un antic temple de Júpiter, amb un interior ricament decorat amb pintures al fresc.
- L'església de sant Tolomeu, també anomenada "del Rosari". Construcció iniciada el 1543 amb un projecte d'Antonio da Sangallo el Jove per acollir les relíquies dels màrtirs trobades a les Catacumbes de Santa Savinilla als afores de la ciutat.
- L'església de sant Blai (en italià San Biagio), existia ja l'any 950 i ha sigut declarada monument nacional.
- L'església de sant Pere, d'arquitectura barroca.
- L'església de sant Joan degollat, del 1564.
- L'església de la Santa Creu.
- L'església de la Sant Silvestre Abat (districte del Carmine)
- Església i Convent de Sant Bernat.
- L'església de la Sant Roc.
- L'església dels sants Vit i Modest.
- L'església de sant Godiziano o Feliziano. Es tracta d'una petita capella que ja existia el 398.
- L'església de la Mare de Déu de la Humilitat.
- L'església de sant Eleuteri (actualment desconsagrada)
- L'església de Santa Maria dels Àngels (annexa al seminari diocesà)
- L'església de la Sagrada Família.
- L'església de la Mare de Déu de la Consolació
- L'església de sant Antoni (al districte Settevene)
- L'església de sant Sant Pau (al districte de Colle Lidia)

### Arquitectura civil

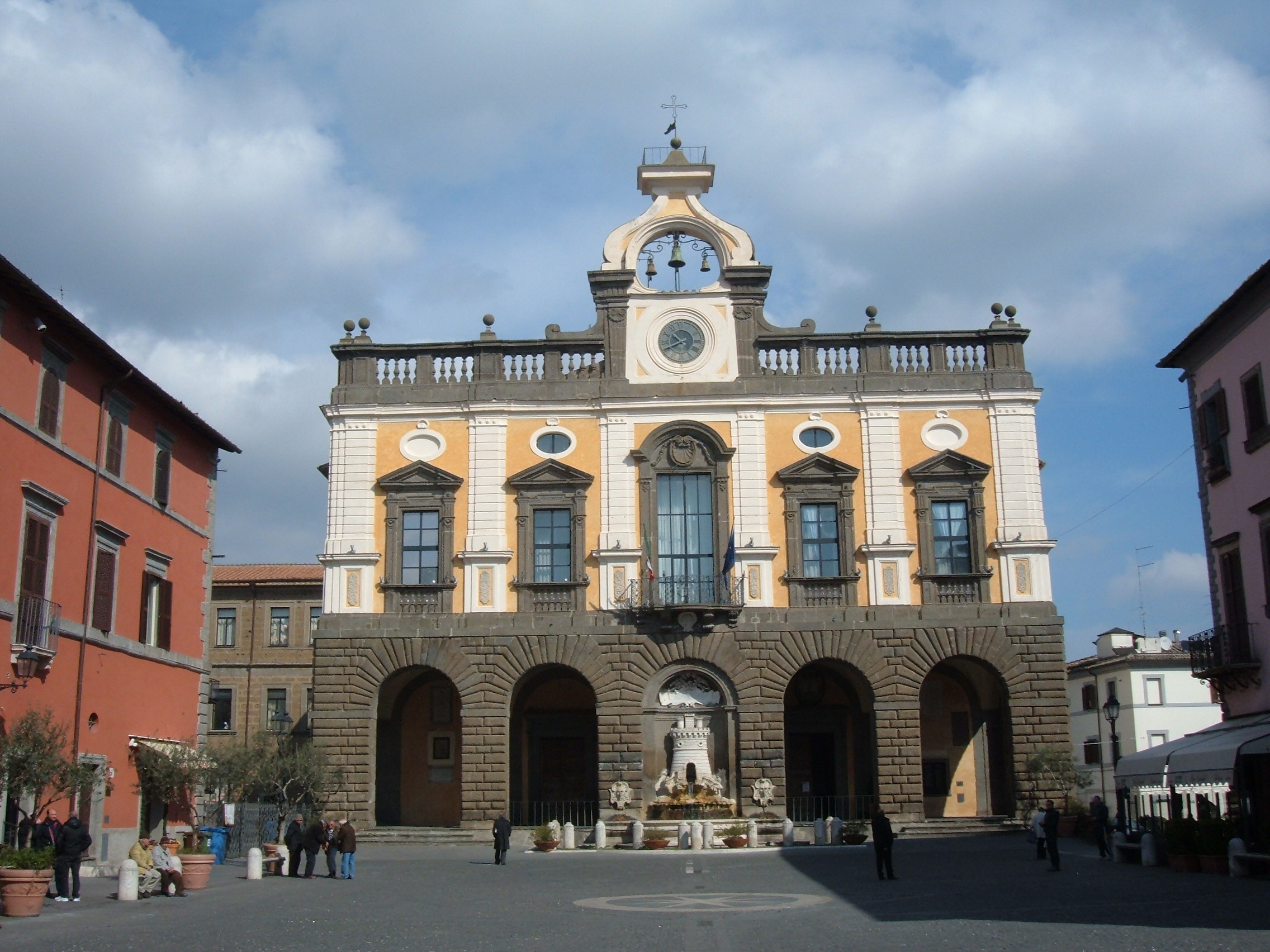
Palazzo comunale

- La Roca dels Borgia, un antic castell envoltat d'una impressionant muralla.
- El Bastió dels Farnese, un altre castell projectat el 1540 per Antonio da Sangallo el Jove. Giorgio Vasari va dir sobre aquesta obra que era "inexpugnable i bella".
- L'Ajuntament (palazzo comunale), començat el 1542 i acabat el 1744.
- L'aqüeducte, obra d'enginyeria iniciada al segle xvi i acabada al segle xviii.
- El Palau Celsi, encomanat construir per Ascani Celsi al s.XVI.
- El Palau Sansoni, construït al segle xv sobre una antiga torre medieval i amb afegits del segle xvii.
- El Palau Pisani, del segle xvi, on es va allotjar el papa Pius VIII el 1805.
- El Palau Savi, iniciat en època medieval.
- El Palau Floridi, també d'època medieval però redissenyat al Renaixement
- El Palau Melata, d'arquitectura barroca.
- Diverses torres medievals de planta quadrada molt altes, entre les quals destaca la Tor di Valle i que van donar om a alguns carrers de la ciutat.

### Jaciments arqueològics

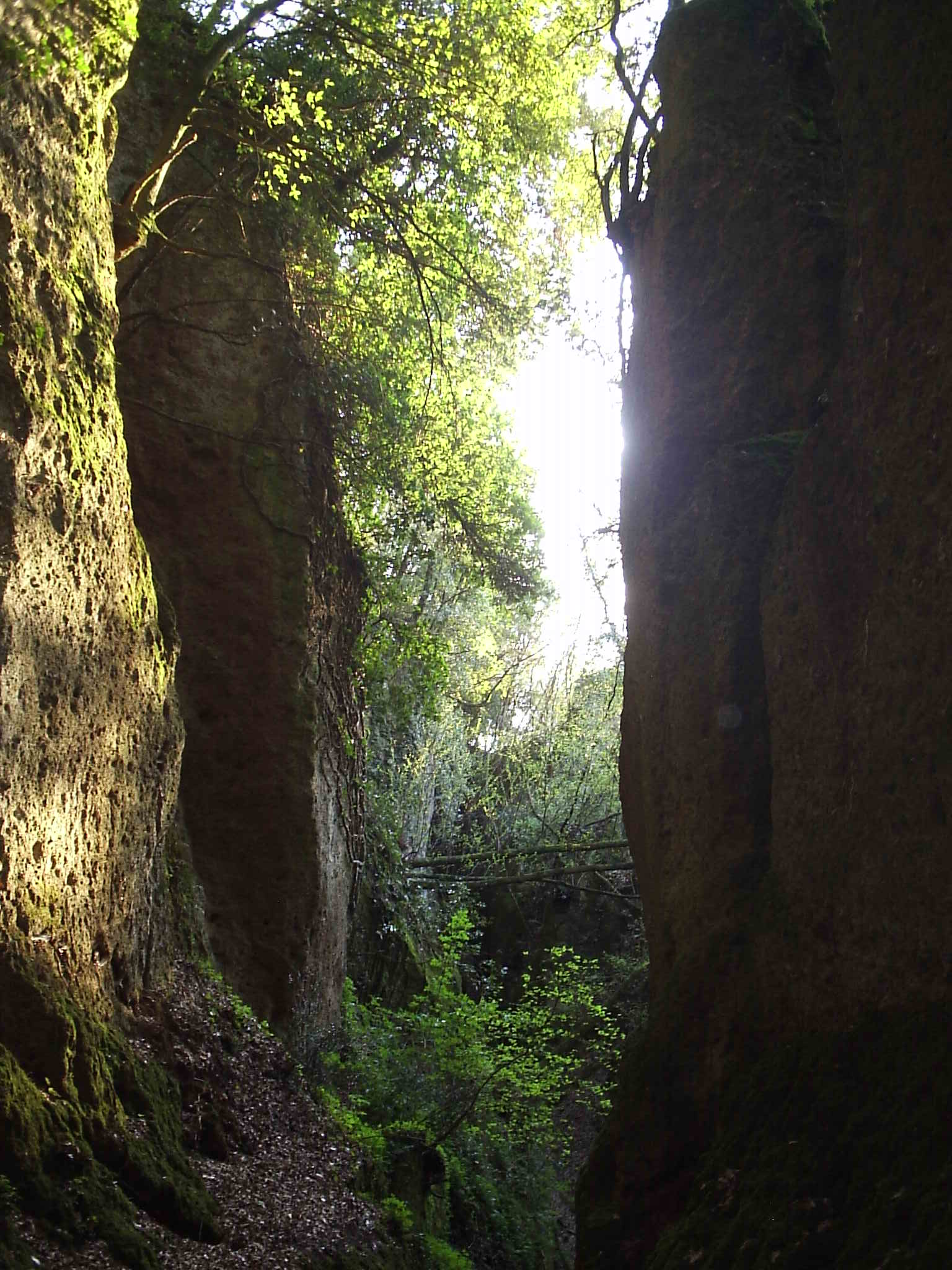
Una de les vies caves

- Les Catacombes de Santa Savinilla, de finals de l'època imperial romana.
- Les Vies Caves, de l'època dels faliscs, xarxa de camins excavats en la roca.
- La Necròpolis preromana del segle iii aC.

## Ciutat delGrand Tour
Nepi fou visitada per artistes estrangers durant l'època de Grand Tour com ara:  William Turner (1828) i Camille Corot (1826). També ell paisatgista italià Massimo d'Azeglio va escollir aquesta ciutat com a tema per les seves obres amb una estada el 1821.

## Demografia
Els estudis de població fets des del 1861 denoten una clara tendència a l'augment, en especial des de l'inici del segle xxi.

## Festes Tradicionals
- Celebració de la festa patronal de sant Antoni, que tot seguit dona pas a una fira de bestiar.
- Fira del salami cuit i altres productes típics de la gastronomia local, el segon diumenge de maig.
- Festa del palio Saracino, primera quinzena de juny.

## Economia

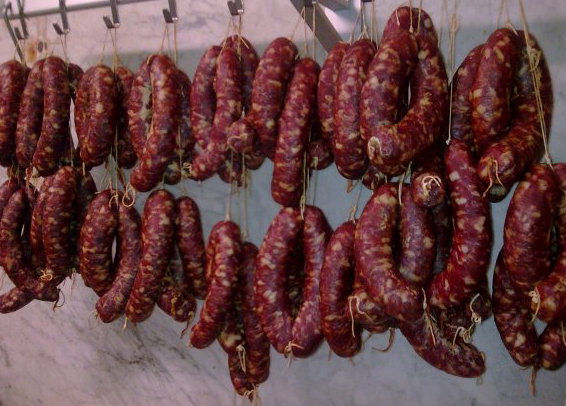
salami cuit de Nepi

L'economia antigament basada en la ramaderia, va quedar en segon lloc quan, amb la caiguda dels Estats Pontficis i la redistribució del territori, els habitants de Nepi es van convertir en propietaris de les terres i es van dedicar a l'agricultura. La població exporta productes alimentaris a altres llocs d'Itàlia. Forma part de l'Associació Nacional de Ciutats Italianes de l'Oli.